# Ulsan HD FC
Ulsan Hyundai Football Club (hangul: 울산 현대 축구단) är en fotbollsklubb i Ulsan, Sydkorea. Laget spelar i den sydkoreanska högsta divisionen K League Classic och spelar sina hemmamatcher på Ulsan Munsu Football Stadium.

## Historia
Klubben bildades 1983 i Incheon som Hyundai Horangi FC och gjorde debut i den andra säsongen av K League år 1984. Horangi vann sin första titel i koreanska ligacupen 1986. Klubben var baserad i Gangwon från 1987 innan den flyttade till Ulsan år 1990. Inför säsongen 1996 bytte klubben namn till Ulsan Hyundai Horangi och vid slutet av säsongen stod de som koreanska ligamästare för första gången.
Ulsan vann sin andra ligatitel säsongen 2005 och även sin första supercuptitel året därpå. Sedan säsongen 2008 har klubben inte längre ordet Horangi (tiger) kvar i namnet och heter officiellt Ulsan Hyundai FC. År 2011 vann klubben ligacupen för femte gången. Klubben vann AFC Champions League år 2012 efter att ha besegrat saudiska Al-Ahli med 3–0 i finalen. Ulsan gick obesegrade genom hela turneringen och vann de nio sista matcherna i rad med finalen inräknad.
Historiskt har klubben alltid uppnått höga ligaplaceringar och har bland annat slutat tvåa i K League hela sju gånger. Under senare år har de som bäst kommit tvåa säsongen 2011 och säsongen 2013.
Laget deltar år 2025 i Världsmästerskapet i fotboll för klubblag.

## Klubbrekord

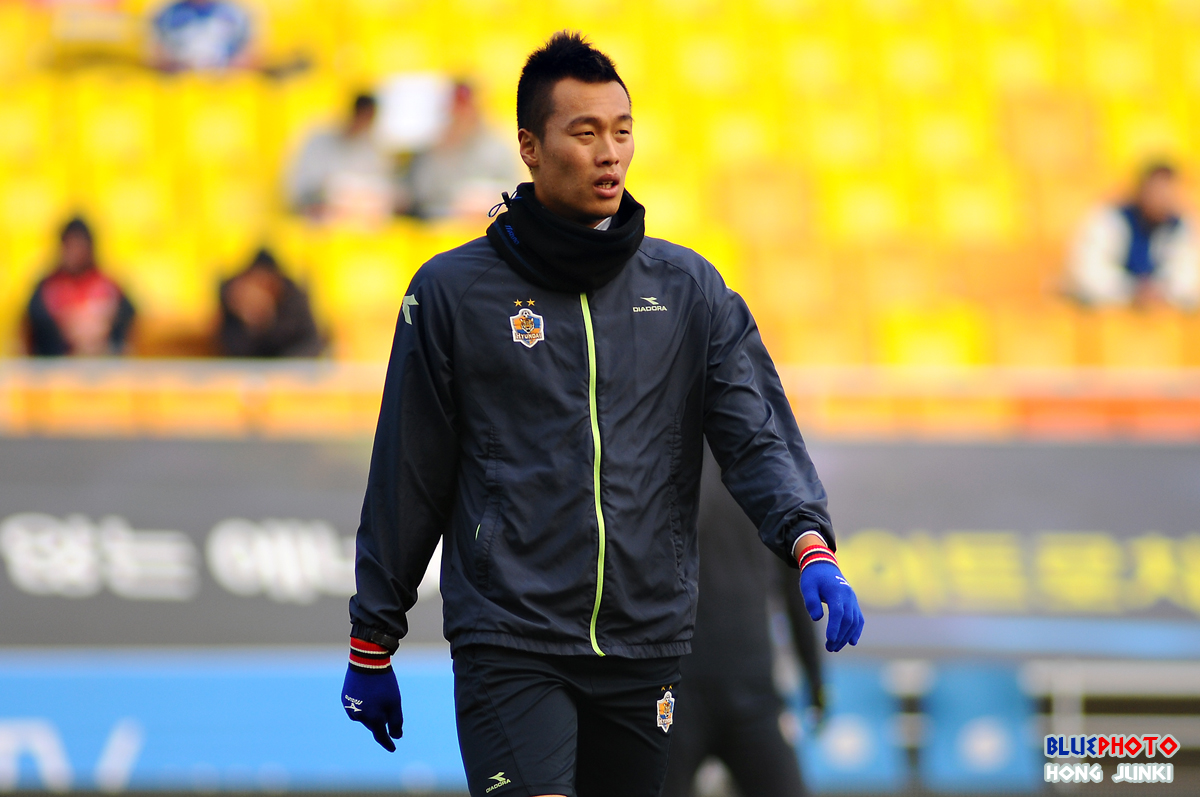
Ulsans Kim Shin-wook vann skytteligan i K League Classic 2015.

### Säsonger
| Säsong | Division | Placering | Säsong | Division | Placering | Säsong | Division | Placering |
| ------ | -------- | --------- | ------ | -------- | --------- | ------ | -------- | --------- |
| 1984   | 1        | 3         | 1996   | 1        | 1         | 2008   | 1        | 3         |
| 1985   | 1        | 4         | 1997   | 1        | 3         | 2009   | 1        | 8         |
| 1986   | 1        | 6         | 1998   | 1        | 2         | 2010   | 1        | 5         |
| 1987   | 1        | 4         | 1999   | 1        | 6         | 2011   | 1        | 2         |
| 1988   | 1        | 2         | 2000   | 1        | 10        | 2012   | 1        | 5         |
| 1989   | 1        | 6         | 2001   | 1        | 6         | 2013   | 1        | 2         |
| 1990   | 1        | 5         | 2002   | 1        | 2         | 2014   | 1        | 6         |
| 1991   | 1        | 2         | 2003   | 1        | 2         | 2015   | 1        | 7         |
| 1992   | 1        | 3         | 2004   | 1        | 4         |        |          |           |
| 1993   | 1        | 3         | 2005   | 1        | 1         |        |          |           |
| 1994   | 1        | 4         | 2006   | 1        | 5         |        |          |           |
| 1995   | 1        | 2         | 2007   | 1        | 4         |        |          |           |

### Meriter
- K League Classic
  - Mästare (5): 1996, 2005, 2022, 2023, 2024
  - Tvåa (9): 1986, 1991, 1998, 2002, 2003, 2011, 2013, 2020, 2021

- Koreanska FA-cupen
  - Tvåa (1): 1998

- Koreanska ligacupen
  - Mästare (5): 1986, 1995, 1998, 2007, 2011
  - Tvåa (3): 1993, 2002, 2005

- Koreanska supercupen
  - Mästare (1): 2006

- AFC Champions League
  - Mästare (1): 2012

## Tränare
| Säsong(er) | Namn          | Säsong(er) | Namn           | Säsong(er) | Namn           |
| ---------- | ------------- | ---------- | -------------- | ---------- | -------------- |
| 1984–86    | Moon Jung-sik | 1995–00    | Ko Jae-wook    | 2014       | Cho Min-kook   |
| 1986–87    | Cho Chung-yun | 2000       | Chung Jong-soo | 2015–      | Yoon Jung-hwan |
| 1988–90    | Kim Ho        | 2000–08    | Kim Jung-nam   |            |                |
| 1991–94    | Cha Bum-kun   | 2009–13    | Kim Ho-gon     |            |                |